# Längsmonterat drivpaket
Längsmonterat drivpaket eller längsmonterad motor kallas det när motorn i ett fordon är monterad i färdriktningen eller mot färdriktningen, alltså med vevaxeln/svänghjulet pekandes framåt eller bakåt. Detta är vanligast förekommande på bakhjulsdrivna bilar med motorn fram, svansmotor- och mittmotorbilar.
Bilar med svansmotor har motorn ställd mot färdriktningen med svänghjulet riktat framåt mot växellådan som i sin tur sitter bakom eller över bakaxeln.
I vissa äldre framhjulsdrivna bilar som till exempel SAAB Sonett (första generationen) och SAAB 99 är motorn längsmonterad med svänghjulet framåt och har då växellådan monterad under, eller framför motorn, den sistnämnda konfigurationen kallas även främre mittmotor.
Längsmonterad motor med växellådan bakom motorn är vanligast, och t.ex. Audi har använt den layouten på sina modeller 80, 100, A4 och A6. I de fall där bilarna finns i en fyrhjulsdriven version underlättar det att ha växellådan bakom motorn, något som även Subaru använder på alla sina modeller – i kombination med en kort och bred boxermotor. Idag har de flesta personbilar motorn tvärställd och drivande på framhjulen då det tar mindre plats än om motorn är ställd på längden. Fyrhjulsdrivningen kan då ordnas genom en extra utgående axel från växellådan som driver bakaxeln via en Haldex-koppling.
De flesta lastbilar och bussar har längsmonterade motorer, där de är frontmonterade under förarplatsen hos lastbilar och monterande fram, i mitten, eller bak, bakom bakaxeln hos bussar.
Bussar med lågentré (insteg till golvet bak) eller högt golv genom hela bussen, har numera vanligtvis motorn längsmonterad symmetriskt längst bak, bakom bakaxeln. Vissa, framförallt äldre busschassin tillverkade av bland annat Volvo och DAF kan ha motorn längsmonterad i mitten under golvet mellan hjulaxlarna. Även längsmonterade motorer stående vid sidan om mittgången mellan hjulaxlarna förekommer, denna konfiguration förekom hos vissa låggolvsledbusschassin såsom Van Hool AG300 och AGG300 samt hos Volvo B9S. Mindre bussar liksom bakhjulsdrivna minibussar av olika märken brukar ha motorn längsmonterad fram. Bussmotorer är vanligen stående, men även liggande eller lutande motorer förekommer för att inte ta upp för mycket plats på höjden ifall de är monterade under golvet. Bussar med helt lågt golv och längsmonterad motor har, för att möjliggöra ett sånt plant golv som möjligt, en asymmetrisk drivlina monterad vid sidan om mittgången; i regel längst bak men även i mitten enligt ovan nämnda exempel samt med drivaxeln placerad innanför ena drivhjulets hjulhus.

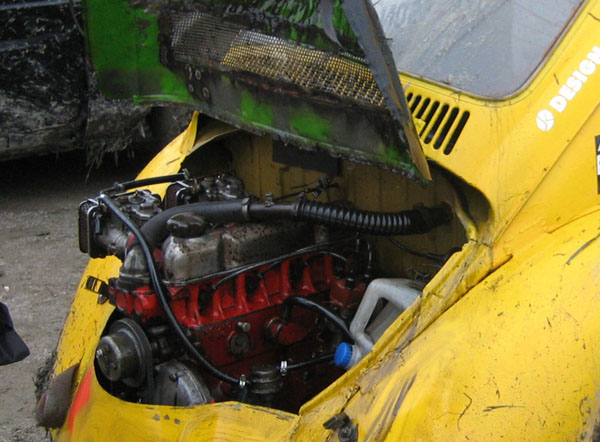
Längsmonterad Volvo-motor i en VW-bubbla